# Mœurs cachées de la bourgeoisie
Pour plus de détails, voir Fiche technique et Distribution.
Mœurs cachées de la bourgeoisie (titre original : Ritratto di borghesia in nero) est un film italien réalisé par Tonino Cervi et sorti en 1978.
C'est une évocation de l'Italie fasciste, adaptée d'une œuvre de Roger Peyrefitte.

## Synopsis
En 1938 à Venise, une jeune provinciale découvre la haute société.

## Fiche technique
- Titre : Mœurs cachées de la bourgeoisie
- Titre original : Ritratto di borghesia in nero
- Réalisation : Tonino Cervi, assisté de Ronald Chammah
- Scénario : Tonino Cervi, Cesare Frugoni, Goffredo Parise, d'après un roman de Roger Peyrefitte
- Photographie : Armando Nannuzzi
- Montage : Nino Baragli
- Musique : Vince Tempera
- Producteur : Piero La Mantia
- Société de production : Mars Film
- Pays d'origine :  Italie
- Langue : Italien
- Format : Noir et blanc — 35 mm — 1,37:1 — Son : Mono
- Genre : Film dramatique
- Durée : 105 minutes
- Dates de sortie :
  -  Italie : 3 mars 1978
  -  France : 9 août 1979

## Distribution
- Ornella Muti : Elena Mazzarini
- Senta Berger : Carla Richter
- Mattia Sbragia : Edoardo Mazzarini
- Stefano Patrizi : Mattia Morandi
- Capucine : Amalia Mazzarini
- Paolo Bonacelli : Riccardo Mazzarini
- Giuliana Calandra : professeur
- Giancarlo Sbragia : Maffei
- Maria Monti : Linda
- Eros Pagni : Policier
- Christian Borromeo : Renato Richter